# Albert von Veiel

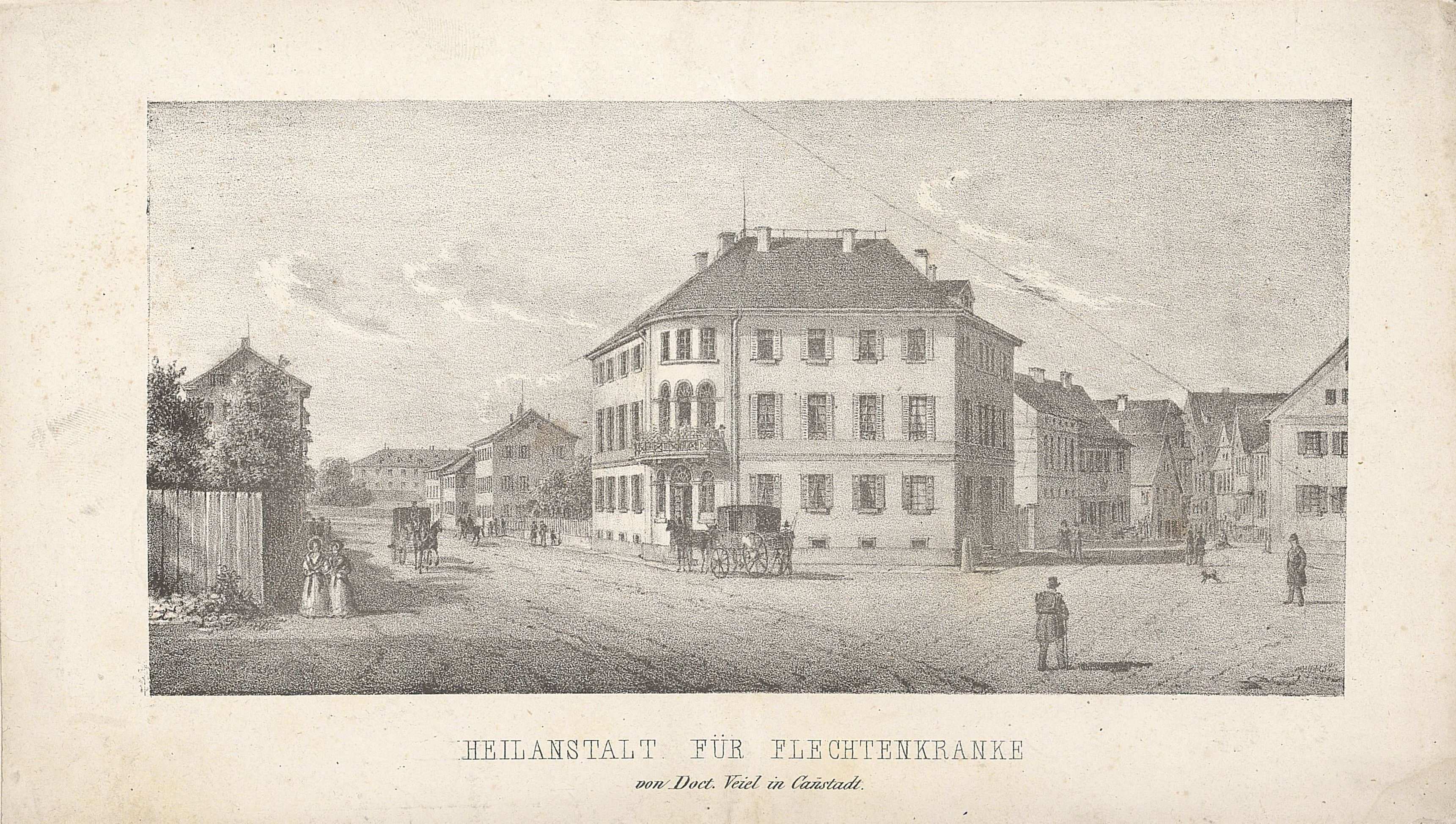
Albert von Veiels Heilanstalt für Flechtenkranke, Lithographie von Caspar Obach.

Albert Friedrich Veiel, seit 1857 von Veiel, (* 8. Juni 1806 in Ludwigsburg; † 2. August 1874 in Cannstatt) war ein deutscher Arzt und Dermatologe, Hofrat und Oberamtsarzt. 

## Leben
Veiel war der Sohn des Stadtpfarrers und Dekans von Vaihingen an der Enz Georg Friedrich (von) Veiel.
Veiel studierte Medizin an der Universität Tübingen sowie der Universität Paris und promovierte 1829 mit der Arbeit "Über mangelhafte Bildung der Extremitäten. Ein Versuch in der pathologischen Anatomie."
1837 gründete Veiel in Cannstatt die "Heilanstalt für Flechtenkranke", die als erste Hautklinik Deutschlands gilt.
In den folgenden Jahren erwarb er durch seine hervorragenden Heilungsergebnisse für sich und seine Einrichtung einen ausgezeichneten Ruf. Unter den vielen Kurgästen seiner Heilanstalt waren auch Mitglieder des europäischen Hochadels sowie zahlreiche Prominente aus Politik und Kultur.
Veiel zählte neben Jakob von Heine (Heilanstalt für Orthopädie) und Heinrich Ebner (Heilanstalt für Orthopädie) zu den Ärzten, die Cannstatt als Heilstätte berühmt machten.
1856 wurde er zum Ehrenbürger der Oberamtsstadt Cannstatt (gehört heute zur Stadt Stuttgart) ernannt. Ihm zu Ehren benannte man eine Straße Veielbrunnenweg und errichtete dort einen Brunnen – den Veielbrunnen –, gespeist aus einer staatlich anerkannten Heilquelle, einem Natrium-Calcium-Chlorid-Sulfat-Hydrogenkarbonat-Säuerling. Seit 1857 trug Veiel den persönlichen Adelstitel als Träger des Ordens der württembergischen Krone.
Veiel starb am 2. August 1874 in Cannstatt und wurde in der mittelalterlichen Begräbnisstätte für den Sprengel der Uffkirche begraben.

## Werke (Auswahl)
- 1829 – Über mangelhafte Bildung der Extremitäten. Ein Versuch in der pathologischen Anatomie., Tübingen
- 1843 – Grundzüge der Behandlung der Flechten in der Heilanstalt in Cannstatt, Stuttgart
- 1852 – Die Mineralquellen in Cannstatt, Stuttgart
- 1862 – Mittheilungen über die Behandlung der chronischen Hautkrankheiten in der Heilanstalt für Flechtenkranke in Cannstatt, Stuttgart

## Ehrungen und Auszeichnungen (Auswahl)
- 1856 – Ehrenbürgerschaft der Stadt Cannstatt (heute ein Stadtteil von Stuttgart)
- 1857 – Personaladel als Träger des Ritterkreuzes des Ordens der württembergischen Krone[1]
- Königlich-Bayerischer St.-Michaels-Orden
- Königlich-Preussischer Roter Adlerorden
- Korrespondierendes Mitglied der k.k. Gesellschaft der Ärzte zu Wien
- Korrespondierendes Mitglied der k.k. Medizinischen Academie der Ärzte in Ofen und Pesth
- Korrespondierendes Mitglied des ärztlichen Vereins zu München